# Jardin zen d'Erik Borja
 (octobre 2024).
Si vous disposez d'ouvrages ou d'articles de référence ou si vous connaissez des sites web de qualité traitant du thème abordé ici, merci de compléter l'article en donnant les références utiles à sa vérifiabilité et en les liant à la section « Notes et références ».
 (octobre 2024).
Le jardin zen d'Erik Borja est un jardin situé à Beaumont-Monteux (Drôme).

## Historique
Erik Borja est un artiste-plasticien et sculpteur, qui est devenu une référence [réf. nécessaire]dans l'art des jardins d'inspiration japonaise en France.
Le jardin zen a été créé en 1973 autour d'une ancienne bergerie rénovée par Erik Borja et son compagnon Frédéric Ditis.

## Présentation
Différents jardins le composent : le jardin d'accueil, le jardin de méditation, le jardin de thé, le jardin méditerranéen, le jardin de promenade et le jardin du Dragon.

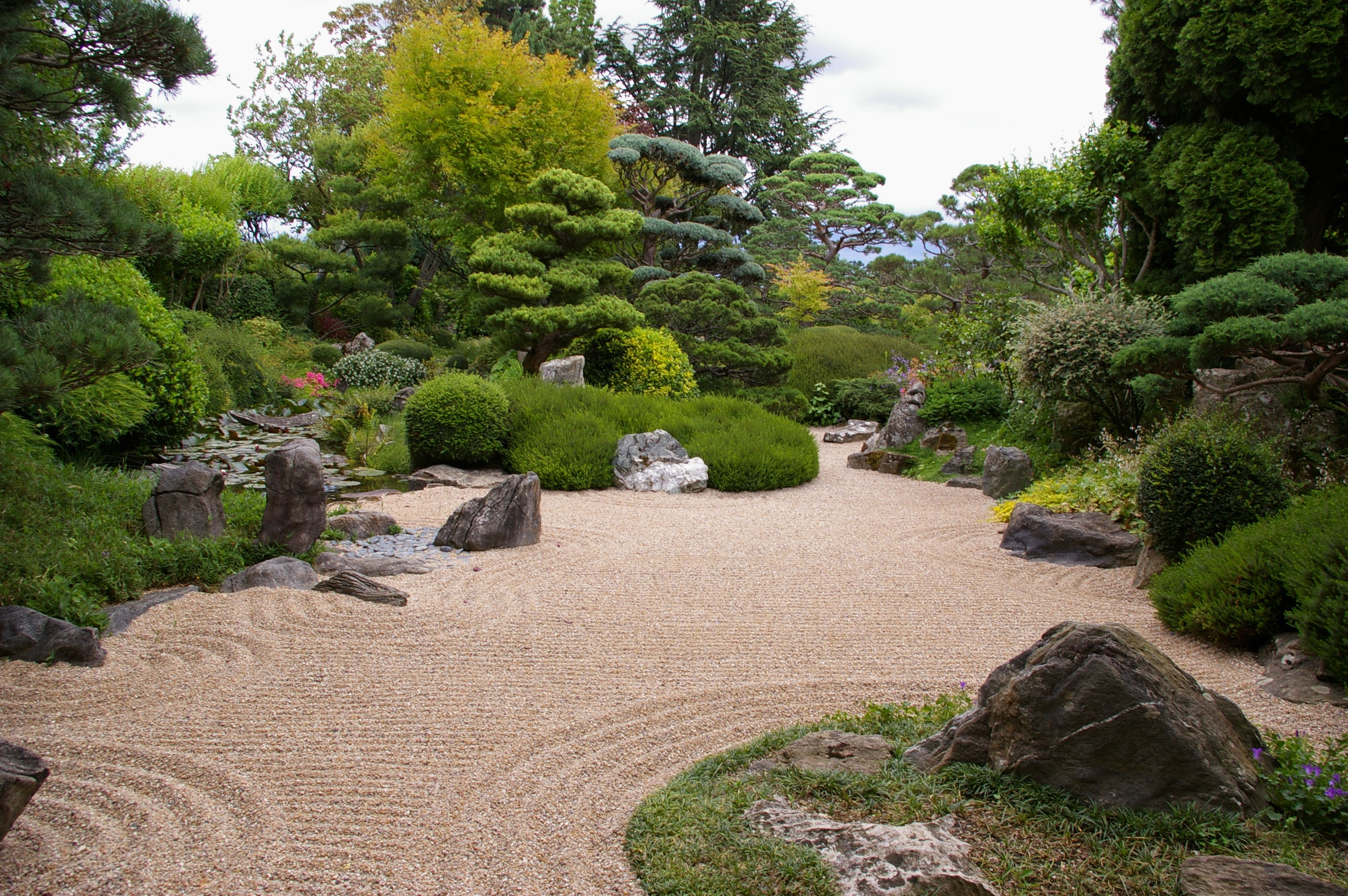
jardin de méditation du jardin zen d'Erik Borja

Le jardin d'accueil est situé à l'ouest, suivant les principes du Feng shui chinois. Il contient entre autres un tsukubai, qui permet la "purification du visiteur".
Le jardin de méditation s'inspire du jardin sec japonais (Karesensui), comme celui du temple Ryōan-ji. Il est ratissé chaque matin, et figure une mer avec les deux îles traditionnelles de la grue et de la tortue. Une pierre en forme de bateau renforce cette image projetée.
Le jardin de thé mène au pavillon de thé, où, traditionnellement, le maître de maison offre le thé à ses visiteurs.
Le jardin méditerranéen n'est pas d'inspiration japonaise. Erik Borja est originaire d'Algérie, où les paysans utilisaient les pierres antiques qu'ils trouvaient en réemploi. Suivant cette même idée, il a réutilisé les pierres autour de la bergerie pour créer un jardin, orienté au sud, qui supporte la sécheresse. Celui-ci contient des plantes aux fragrances méditerranéennes.
Le jardin de promenade est orienté vers la détente, et centré sur deux bassins reliés par une cascade.

Le jardin du Dragon tient son inspiration de la rivière locale, l'Herbasse, qui coule sur son côté. Celle-ci, comme un dragon indomptable, est déjà sortie deux fois de son lit, détruisant le jardin.
Le jardin zen d'Erik Borja fait partie des jardins remarquables de France.